# Undecimový akord
Undecimový akord je pojem z oblasti hudební teorie, označující souzvuk šesti současně zahraných tónů, které jsou navíc poskládány podle určitých harmonických pravidel – odpovídají požadavkům terciového systému.

## Konstrukce undecimových akordů
V rámci většinově užívaného terciového systému jsou undecimové akordy odvozovány od některého z nonových akordů přidáním malé nebo velké tercie „nad“ pátý tón nonového akordu – vzniká tak akord, který kromě základního tónu, tercie a kvinty obsahuje jako čtvrtý tón septimu, jako pátý tón nonu a jako šestý tón undecimu.
Vzhledem k tomu, že je akord složen ze šesti různých tónů, je při jeho provedení poměrně časté vynechání některých z nich. Důvodem je jednak technická proveditelnost (například na kytaře, která má „pouze“ šest strun neexistují pro některé undecimové akordy úplné prstoklady), jednak snaha o zesílení významu některých intervalů tím, že jiné nezazní – vhodnými kandidáty na vynechání je například kvinta (pokud je čistá) nebo nona (pokud je velká a undecima není alterovaná).

## Nejběžnější typy undecimových akordů
Následující tabulka obsahuje základní typy undecimových akordů a jejich vlastnosti. Další undecimové akordy a alternativní způsoby jejich značení lze nalézt v článku Seznam akordových značek.
- Značka – obsahuje běžně používanou akordickou značku nonového akordu
- Kvintakord – obsahuje název kvintakordu, na kterém je nonakord postaven pomocí terciového systému
- Septima – obsahuje typ použité septimy
- Nona – obsahuje typ použité nony
- Undecima – obsahuje typ použité undecimy
- Příklad – obsahuje tónové složení nonového akordu od základního tónu C
- Stupeň (dur) – obsahuje informaci, od kterého stupně durové stupnice lze akord použít (Například V znamená, že tento akord postavený na pátém stupni durové stupnice obsahuje pouze tóny této stupnice – lze jej tedy použít jako dominantu v durových skladbách.)

| Značka                             | Kvintakord | Septima | Nona  | Undecima | Příklad                    | Stupeň v dur |
| ---------------------------------- | ---------- | ------- | ----- | -------- | -------------------------- | ------------ |
| {\displaystyle C^{11}\,\!}         | durový     | malá    | velká | čistá    | c - e - g - b - d - f      | V            |
| {\displaystyle C^{11/7maj}\,\!}    | durový     | velká   | velká | čistá    | c - e - g - h - d - f      | I            |
| {\displaystyle C^{11+/7maj}\,\!}   | durový     | velká   | velká | zvětšená | c - e - g - h - d - fis    | IV           |
| {\displaystyle Cmi^{11}\,\!}       | mollový    | malá    | velká | čistá    | c - es - g - b - d - f     | II, VI       |
| {\displaystyle Cmi^{11/9-}\,\!}    | mollový    | malá    | malá  | čistá    | c - es - g - b - des - f   | III          |
| {\displaystyle Cmi^{11/9-/5-}\,\!} | zmenšený   | malá    | malá  | čistá    | c - es - ges - b - des - f | VII          |